# Lingammanahalli, Nagamangala
Lingammanahalli là một làng thuộc tehsil Nagamangala, huyện Mandya, bang Karnataka, Ấn Độ.